# Club Hielo Casco Viejo Bilbao
El Club Hielo Casco Viejo de Bilbao va ser un club d'hoquei sobre gel de la ciutat de Bilbao, al País Basc. Va ser fundat l'any 1975 i a partir de la temporada 1981-82 va canviar la seva denominació a Club Hielo Vizcaya. L'equip jugava a la pista bilbaína de Nogaro, ubicada a Artxanda i actualment desapareguda.
A nivell nacional va guanyar en 6 ocasions la Lliga nacional, entre 1977 i 1979 en va guanyar tres de consecutives i entre 1981 i 1983 tres més, també de forma consecutiva.
Pel que fa a la Copa, aconseguí guanyar les edicions de 1978 derrotant a la final celebrada a Bilbao al CHH Txuri Urdin IHT per 9 a 8 i la de 1981 derrotant a la final celebrada al Palau de Gel de Barcelona al FC Barcelona per 7 a 5.
A nivell internacional, s'ha de destacar que a la Copa d'Europa de la temporada 1982-83, després de superar l'eliminatòria amb el Grenoble, es van convertir en el primer equip estatal en superar una eliminatoria internacional.
L'any 1996, antics jugadors del CH Casco Viejo s'incorporen al Metropolitano CP, equip d'hoquei sobre patins en línia.

## Palmarès
- 6 Lligues: 1977, 1978, 1979, 1981, 1982 i 1983
- 2 Copes: 1978 i 1981